# Hạ viện Myanmar
Viện Dân biểu hay còn gọi là Pyithu Hluttaw trong tiếng Myanmar(tiếng Miến Điện: ပြည်သူ့ လွှတ်တော်, phát âm [pjìðṵ l̥ʊʔtɔ̀] là hạ viện của Quốc hội Liên bang Myanmar (còn gọi là Pyidaungsu Hluttaw, là cơ quan lập pháp lưỡng viện của Myanmar). Bao gồm 440 thành viên trong đó 330 được bầu trực tiếp và 110 được Lực lượng Vũ trang Myanmar bổ nhiệm.
Cuộc bầu cử dân chủ đầu tiên sau nhiều thập kỷ dưới chế độ quân quản đã diễn ra vào ngày 8 tháng 11 năm 2015. Liên minh Quốc gia vì Dân chủ của nữ lãnh đạo Aung San Suu Kyi giành chiến thắng lớn. Myanmar chuyển sang chế độ dân chủ do các quan chức dân sự lãnh đạo lần đầu tiên kể từ năm 1988.
Cuộc bầu cử được tổ chức gần đây nhất được tổ chức vào ngày 8 tháng 11 năm 2020. Tuy nhiên Quân đội Myanmar cáo buộc có gian lận và tiến hành đảo chính. Các lãnh đạo dân sự đều bị bắt giữ và Quốc hội Liên bang bị đình chỉ. Hiện tại Nghị trưởng của Viện Dân biểu, trên danh nghĩa, vẫn là T Khun Myat (độc lập) và Phó Nghị trưởng là Tun Tun Hein (thuộc Liên minh Quốc gia vì Dân chủ)